# Randonia africana
Randonia africana är en resedaväxtart som beskrevs av Cosson. Randonia africana ingår i släktet Randonia och familjen resedaväxter. Inga underarter finns listade i Catalogue of Life.